# 湯川村
湯川村（日语：／ Yugawa mura */?）是位於日本福島縣西部的村，隸屬於河沼郡，也是縣內面積最小的市町村級行政區。村名源自於流經村內的湯川。湯川村為福島縣內主要的稻米產區之一，村內的勝常寺供奉著被指定為日本國寶的木雕藥師佛坐像。而當地在對外通勤與就學上較依賴南邊的會津若松市。

## 地理

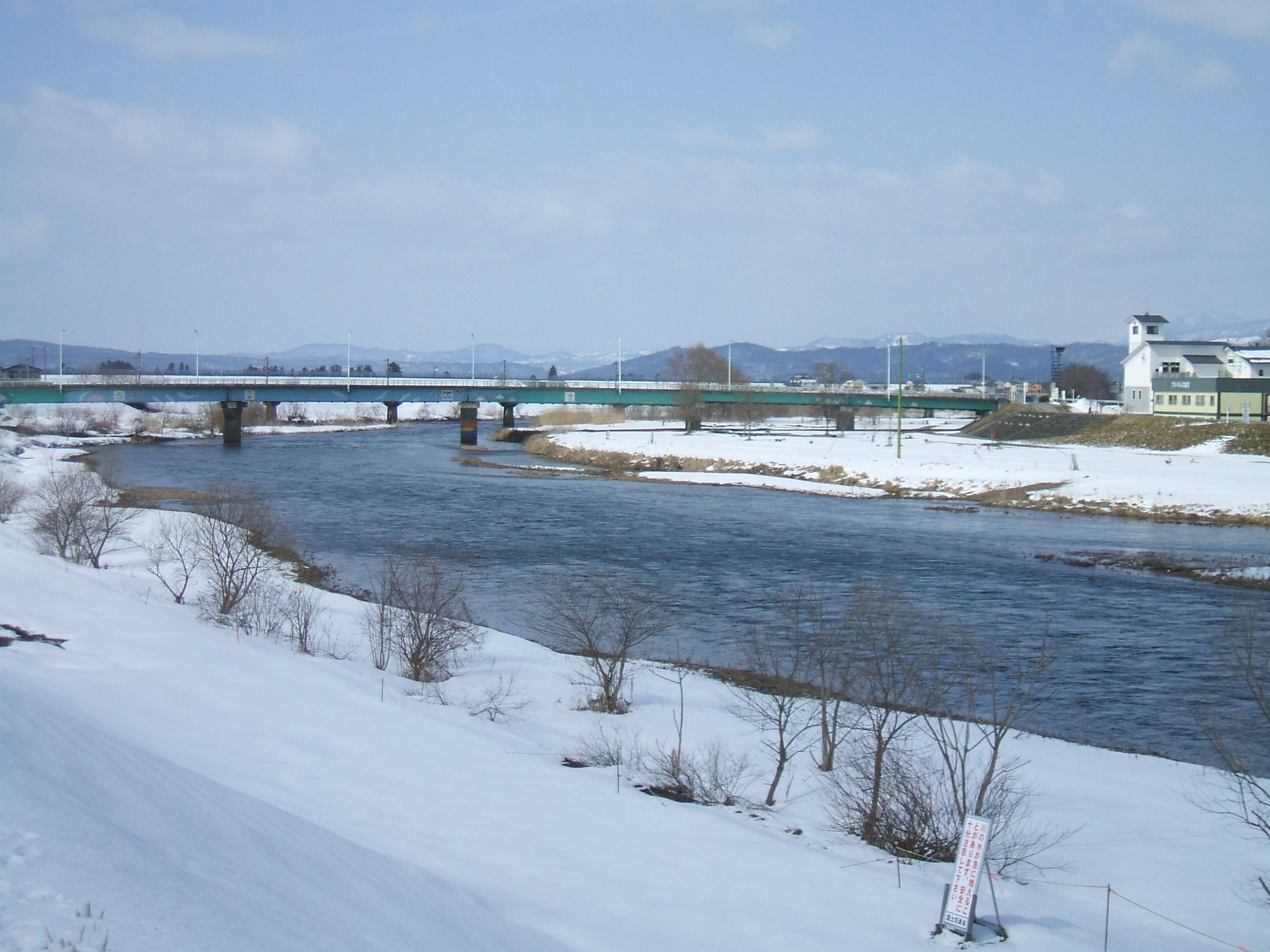
流經村內的日橋川

湯川村地處會津盆地的中央，且為福島縣內唯一沒有任何山岳的行政區。村內約67.3%的面積為農業用地，6.5%的面積則為宅地。而當地的平均海拔為170至180公尺。自會津盆地的東南端向北流的舊湯川流經轄區北部，並在西北端與發源自豬苗代湖的日橋川匯流後注入阿賀野川。

### 氣候
由於湯川村地處會津盆地的中央，因此具有內陸性氣候的特徵。當地冬季寒冷且降下初雪的時間較早，夏季的日溫差則相當大。

## 歷史

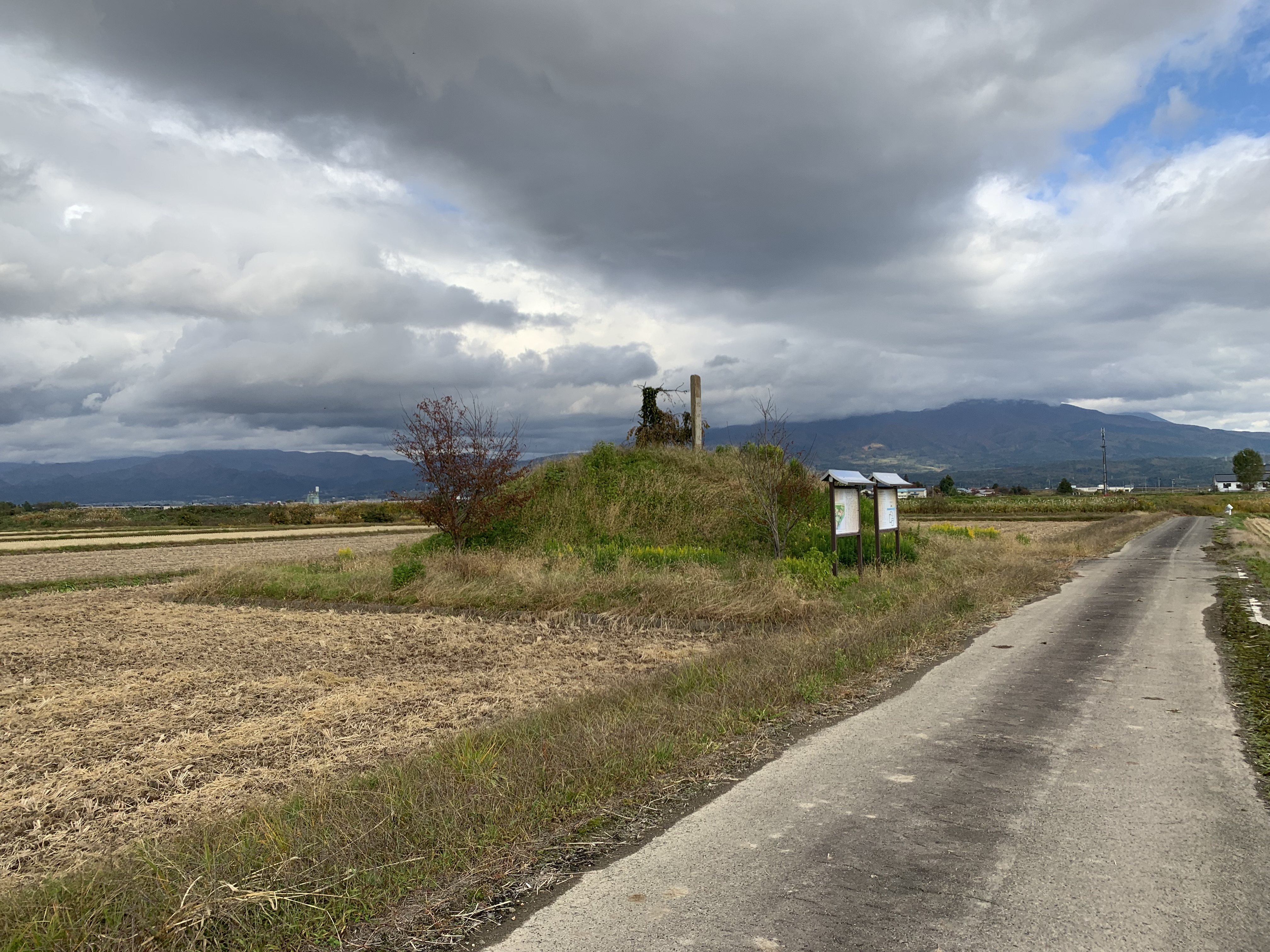
村內的北田城遺址

湯川村在律令制時代原屬於陸奧國會津郡。平安時代後期，大沼郡與河沼郡約在承曆4年（1080年）以後自會津郡分離，當地也改屬於河沼郡。大同2年（807年），法相宗的僧人德一據信在當地開山勝常寺，為東北地方具代表性的古寺之一。而該寺也是德一開山的會津五藥師中的中央藥師。勝常寺內供奉的木雕藥師佛坐像和兩尊脅侍菩薩像皆被指定為日本國寶，而建於室町時代的藥師堂和其他菩薩像則被指定為日本的重要文化財。
天正18年（1590年）小田原之戰結束後，蒲生氏鄉接替轉封至原葛西氏和大崎氏領地的伊達政宗成為會津藩的初任領主，其石高共計90萬石。蒲生氏鄉入主會津藩後進行若松城及其周邊城下町的修築，並於文祿3年（1594年）完成《蒲生領高目錄》（高目錄帳）。該目錄帳在河沼郡的條目中記載著濱崎、勝常寺和笈川等屬於湯川的21座村落，寬文6年（1666年）編寫的地方志《會津風土記》記載的村落數量則為22座。

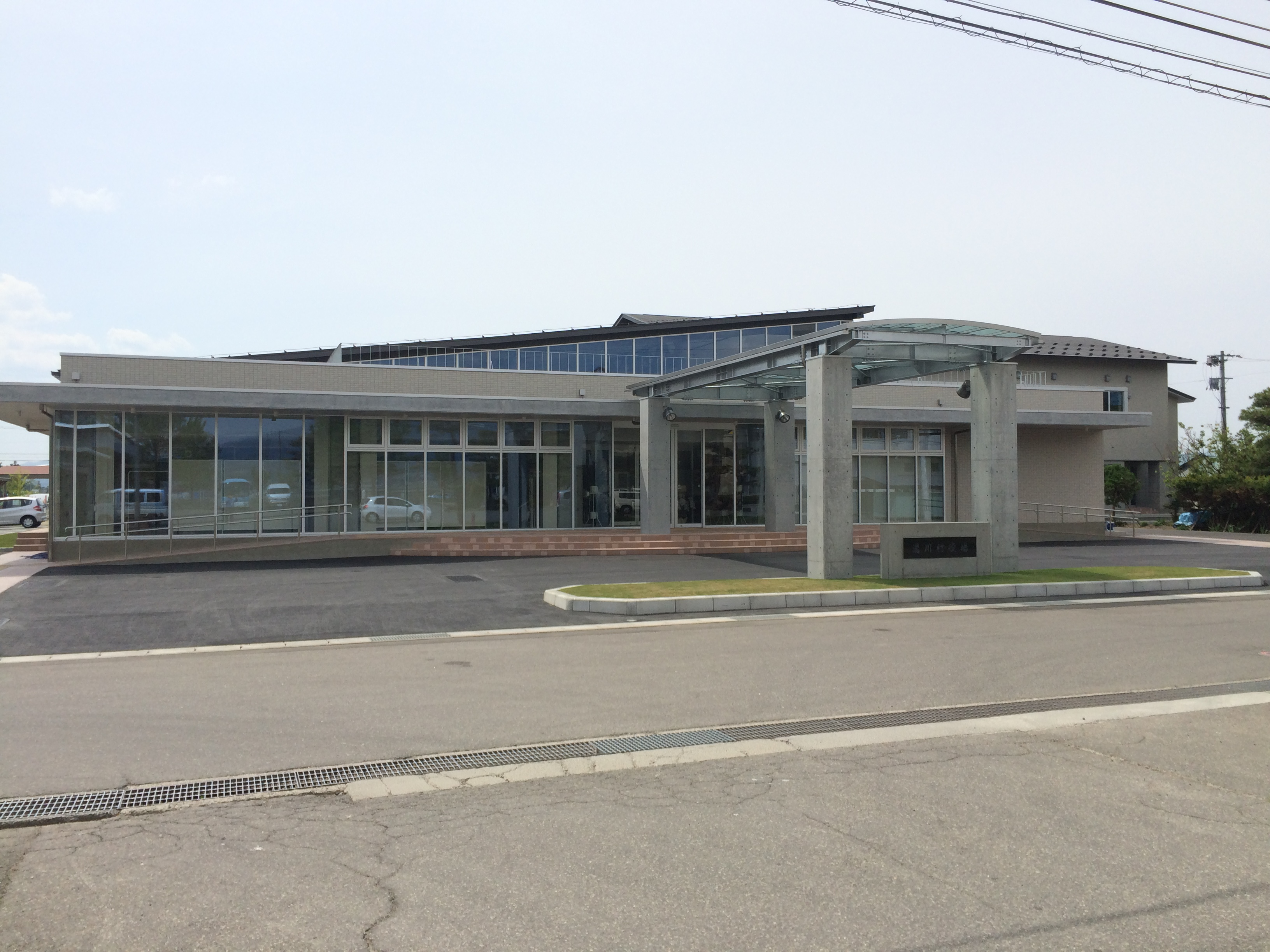
湯川村役場

明治22年（1889年），日本實施町村制，並將湯川以東的笈川、清水田、櫻町、湊與濱崎5個村落合併成笈川村；而湯川以西的勝常、佐野目、熊之目、田川、三川和堂畑6個村落合併成勝常村。昭和32年（1957年）3月31日，笈川村與勝常村合併成現今的湯川村。
昭和39年（1964年）6月16日的新潟地震在湯川村引發震度5的地震，並造成2棟房屋全毀與471棟房屋部分損毀；當地的災損總額共計約2400萬日圓。

## 行政
現任村長佐野盛至於2023年10月在選舉中當選，其任期將持續至2027年11月。此次選舉的投票率為80.23%，較上屆選舉下降約1個百分點。

## 人口
湯川村的總人口數在尚未進行合併前的1947年達到最高峰5759人，隨後便開始逐年減少，並預估2040年將僅剩約2378人。而根據2024年的統計，當地的高齡人口占比為35.4%，較2015年上升約5個百分點。
| 湯川村人口分布圖 |                                               |  |
| 湯川村與日本全國年齡別人口分布比較圖 （2005年資料） | 湯川村的年齡、男女別人口分布圖 （2005年資料） |  |
| ■紫色是湯川村 ■綠色是全国 | ■藍色是男性 ■紅色是女性                       |  |
| 湯川村人口變化 \| 1970年 \| 4,207人 \| \| \| 1975年 \| 3,875人 \| \| \| 1980年 \| 3,789人 \| \| \| 1985年 \| 3,811人 \| \| \| 1990年 \| 3,683人 \| \| \| 1995年 \| 3,642人 \| \| \| 2000年 \| 3,601人 \| \| \| 2005年 \| 3,570人 \| \| \| 2010年 \| 3,364人 \| \| \| 2015年 \| 3,206人 \| \| \| 2020年 \| 3,081人 \| \| |                                               |  |
| 資料來源：日本總務省統計中心提供之人口普查數據 |                                               |  |
| 1970年 | 4,207人                                       |  |
| 1975年 | 3,875人                                       |  |
| 1980年 | 3,789人                                       |  |
| 1985年 | 3,811人                                       |  |
| 1990年 | 3,683人                                       |  |
| 1995年 | 3,642人                                       |  |
| 2000年 | 3,601人                                       |  |
| 2005年 | 3,570人                                       |  |
| 2010年 | 3,364人                                       |  |
| 2015年 | 3,206人                                       |  |
| 2020年 | 3,081人                                       |  |

## 經濟
根據日本2015年的國勢調查統計，湯川村的就業人口中有35.4%從事第一級產業，20%的就業人口從事第二級產業，其餘的54.6%則從事第三級產業。而據2020年的統計，村內擁有幼兒的女性就業率達77.7%，遠高於福島縣和日本全國的平均值。當地的核心產業為農業，村內約90%以上的耕地用於種植水稻，並且也生產黃瓜、蔥、番茄與蘆筍等農產品。而湯川村也是福島縣內主要的稻米產區之一，近年來面臨就業人口不足與高齡化等問題。

## 教育
湯川村內共有2所小學校和1所中學校（湯川中學校）。根據2019年的統計，當地共有169名小學生與94名中學生。而湯川村也在2023年3月開設全村第一間的村營補習班。

## 交通

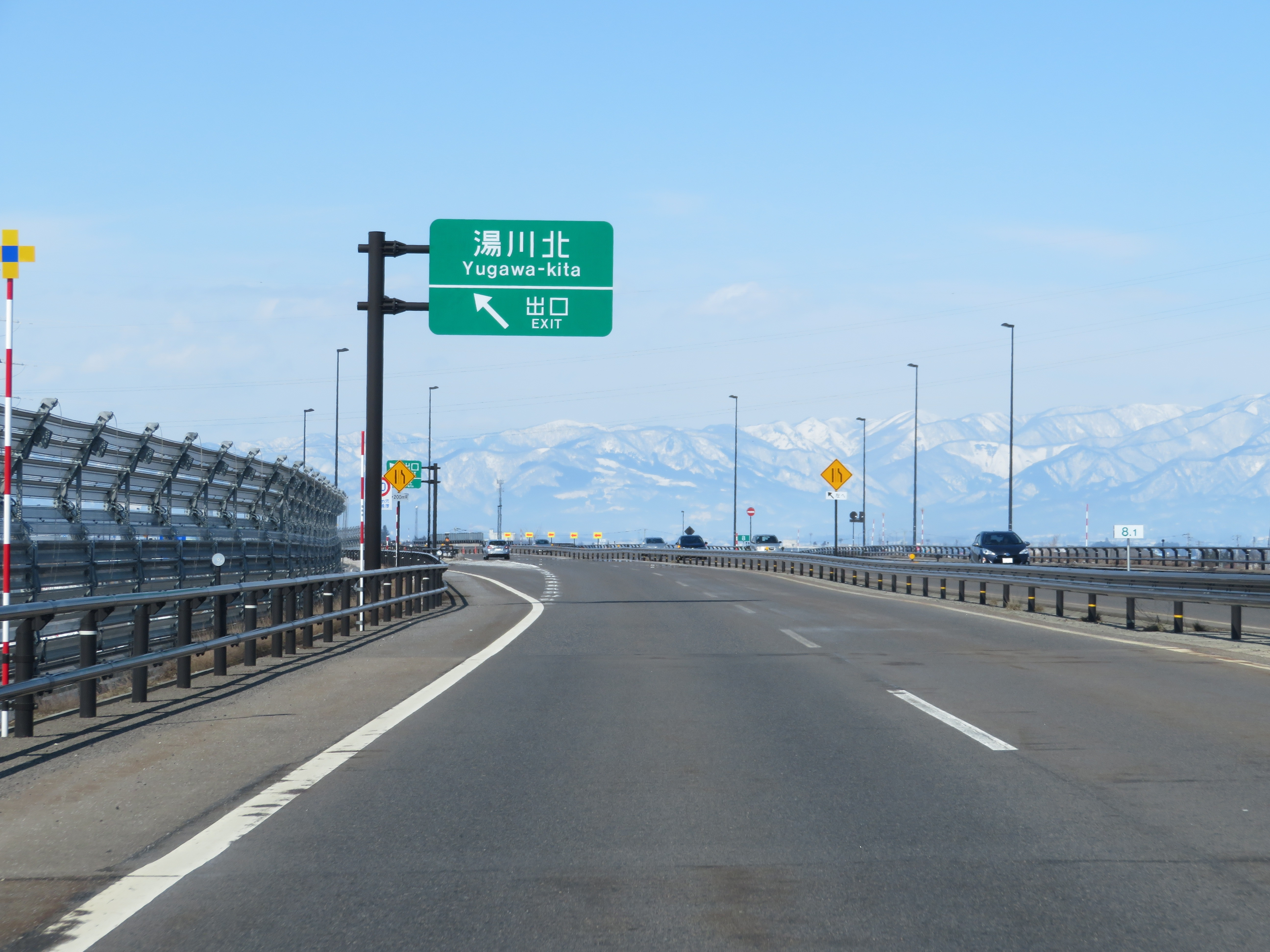
湯川北IC出口
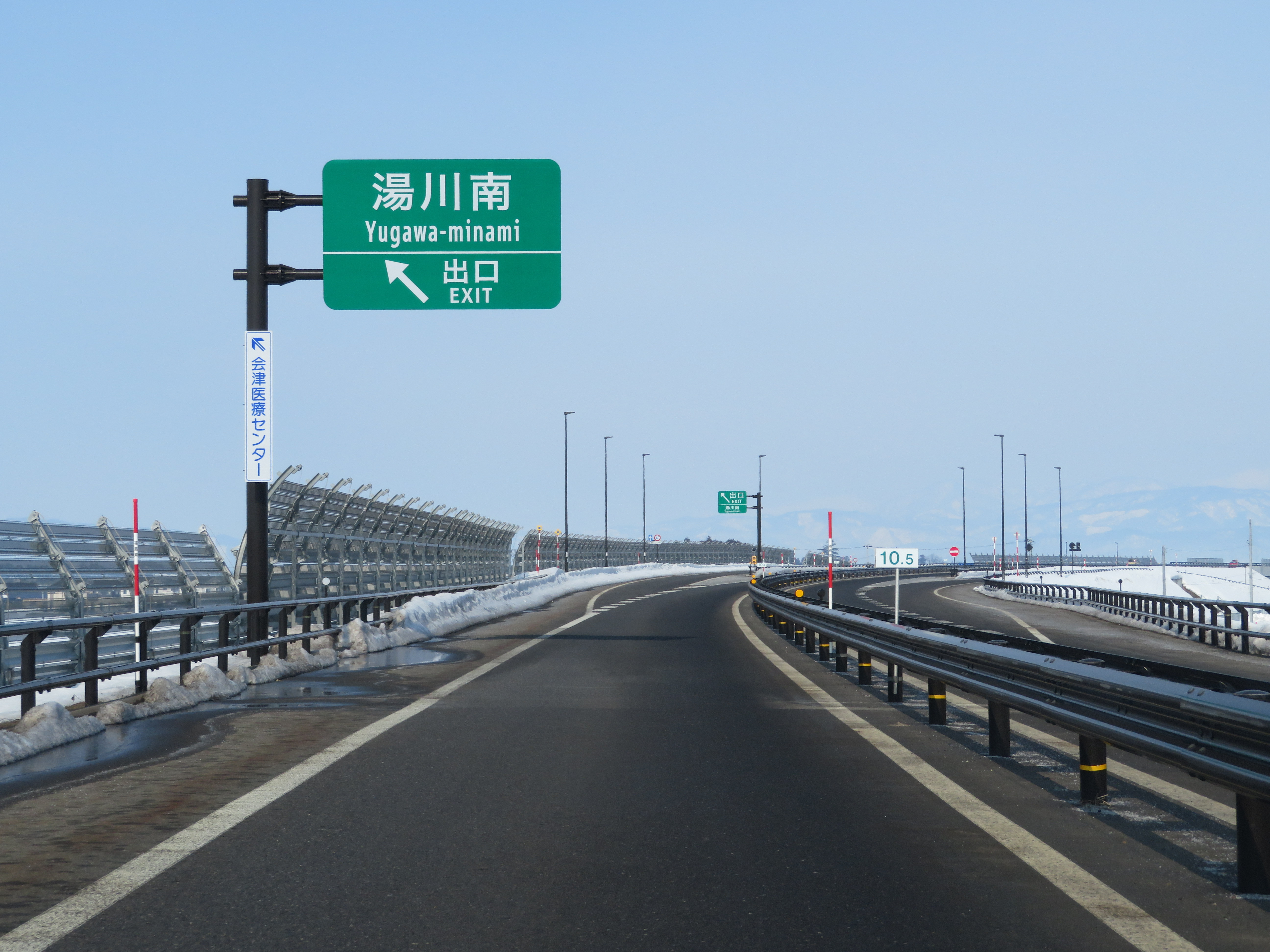
湯川南IC出口
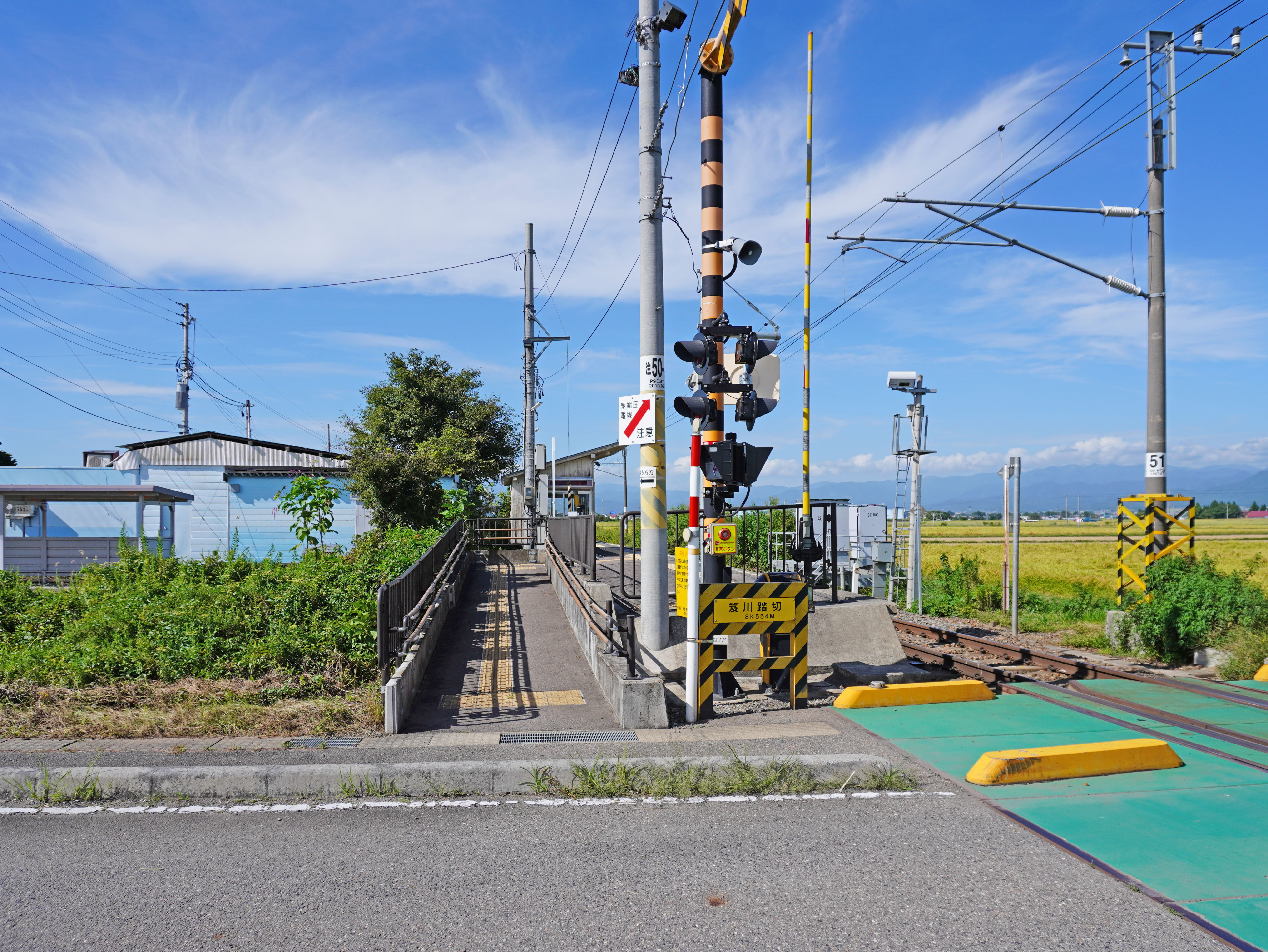
笈川站入口

國道49號與國道121號分別穿越湯川村的西南端與東北端。會津縱貫北道路則通過轄區東部，並在村內設置湯川北IC和湯川南IC。鐵路方面，JR東日本的磐越西線穿越湯川村的東北部，並設置笈川站。